# Peter Robertson (triathlon)
Pour les articles homonymes, voir Peter Robertson et Robertson.
Peter John Robertson né le 17 février 1976 à Melbourne en Australie est un triathlète professionnel triple champion du monde de triathlon.

## Biographie
Peter Robertson, surnommé Robbo fait ses débuts au triathlon à 16 ans. Il  participe au premier triathlon olympique lors des Jeux olympiques d'été 2000 où il termine à la trente-quatrième place avec un temps de 1 h 51 min 39 s 04. Il  participe également quatre ans plus tard, aux Jeux olympiques de 2004 ou il améliore sa performance en terminant vingt-quatrième avec un temps de 1 h 55 min 44 s 36.
En 2001 il remporte son premier championnat du monde de triathlon, compétition qu'il remporte de nouveau en 2003 et 2005. Il sera nommé à cette occasion sportif australien de l'année avec Robin Bell par l'Australian Institute of Sport Athlète. Il monte sur la troisième marche du podium lors des Jeux du Commonwealth en 2006.
Il annonce qu'il met un terme à sa carrière professionnelle en 2010, estimant avoir réalisé au travers de l'ensemble de ses résultats « son rêve d'enfance ». Il est nommé en 2014, pour l'ITU Hall of Fame.

## Palmarès
Le tableau présente les résultats les plus significatifs (podium) obtenus sur le circuit international de triathlon depuis 2000,.
| Année | Compétition                          | Pays             | Position | Temps           |
| ----- | ------------------------------------ | ---------------- | -------- | --------------- |
| 2015  | Challenge Melbourne                  | Australie        |          | 3 h 53 min 17 s |
| 2014  | Ironman Cairns                       | Allemagne        |          | 8 h 33 min 25 s |
| 2014  | Ironman 70.3 Allemagne               | Allemagne        |          | 4 h 8 min 15 s  |
| 2014  | Ironman 70.3 Racine                  | États-Unis       |          | 3 h 51 min 41 s |
| 2008  | Triathlon de Londres                 | Royaume-Uni      |          | Timing          |
| 2006  | Coupe du monde - l'étape de Salford  | Royaume-Uni      |          | 1 h 54 min 44 s |
| 2006  | Jeux du Commonwealth                 | Australie        |          | 1 h 49 min 32 s |
| 2005  | Championnat du monde                 | Japon            |          | 1 h 49 min 31 s |
| 2003  | Coupe du monde - l'étape de Gamagori | Japon            |          | 1 h 47 min 29 s |
| 2003  | Championnat du monde                 | Nouvelle-Zélande |          | 1 h 54 min 13 s |
| 2002  | Coupe du monde - l'étape de Ishigaki | Japon            |          | 1 h 49 min 22 s |
| 2002  | Coupe du monde - l'étape de Geelong  | Australie        |          | 1 h 51 min 32 s |
| 2002  | Championnat du monde                 | Mexique          |          | 1 h 51 min 6 s  |
| 2001  | Championnat du monde                 | Canada           |          | 1 h 48 min 0 s  |
| 2000  | Championnat du monde                 | Australie        |          | 1 h 51 min 53 s |
| 2000  | Coupe du monde - l'étape de Sydney   | Australie        |          | 1 h 49 min 32 s |
| 2000  | Championnat d'Océanie                | Nouvelle-Zélande |          | 1 h 49 min 46 s |